# Sân bay Ubari
Sân bay Ubari (IATA: QUB, ICAO: HLUB) là một sân bay ở Ubari, Libya.

## Hãng hàng không và điểm đến
| Hãng hàng không | Các điểm đến   |
| --------------- | -------------- |
| Libyan Airlines | Tripoli–Mitiga |